# Версгофен
Версгофен (нім. Wershofen) — громада в Німеччині, розташована в землі Рейнланд-Пфальц. Входить до складу району Арвайлер. Складова частина об'єднання громад Аденау.
Площа — 14,36 км2. Населення становить 909 ос. (станом на 31 грудня 2020).